# تجاوز جنسی در فرانسه
تجاوز جنسی در فرانسه و همچنین تجاوز زناشویی غیرقانونی است. در سالهای اخیر موارد تجاوز جنسی یا نزدیکی جنسی بدون رضایت طرف مقابل در فرانسه افزایش یافته‌است.

## مطالعات
تجاوز جنسی در برخی از کتاب‌های تاریخ فرانسه ثبت شده‌است. ژرژ ویگارلو تاریخچه تجاوز جنسی در فرانسه را در کتاب خود در سال ۲۰۰۱ ثبت کرده‌است. در این کتاب وقایع سده ۱۶ تا ۲۰ ثبت شده‌است. او بیان می‌کند که تجاوز جنسی در طول تاریخ به عنوان نوعی خشونت تلقی می‌شود، اما شامل مجازات نبوده‌است.

## آمار

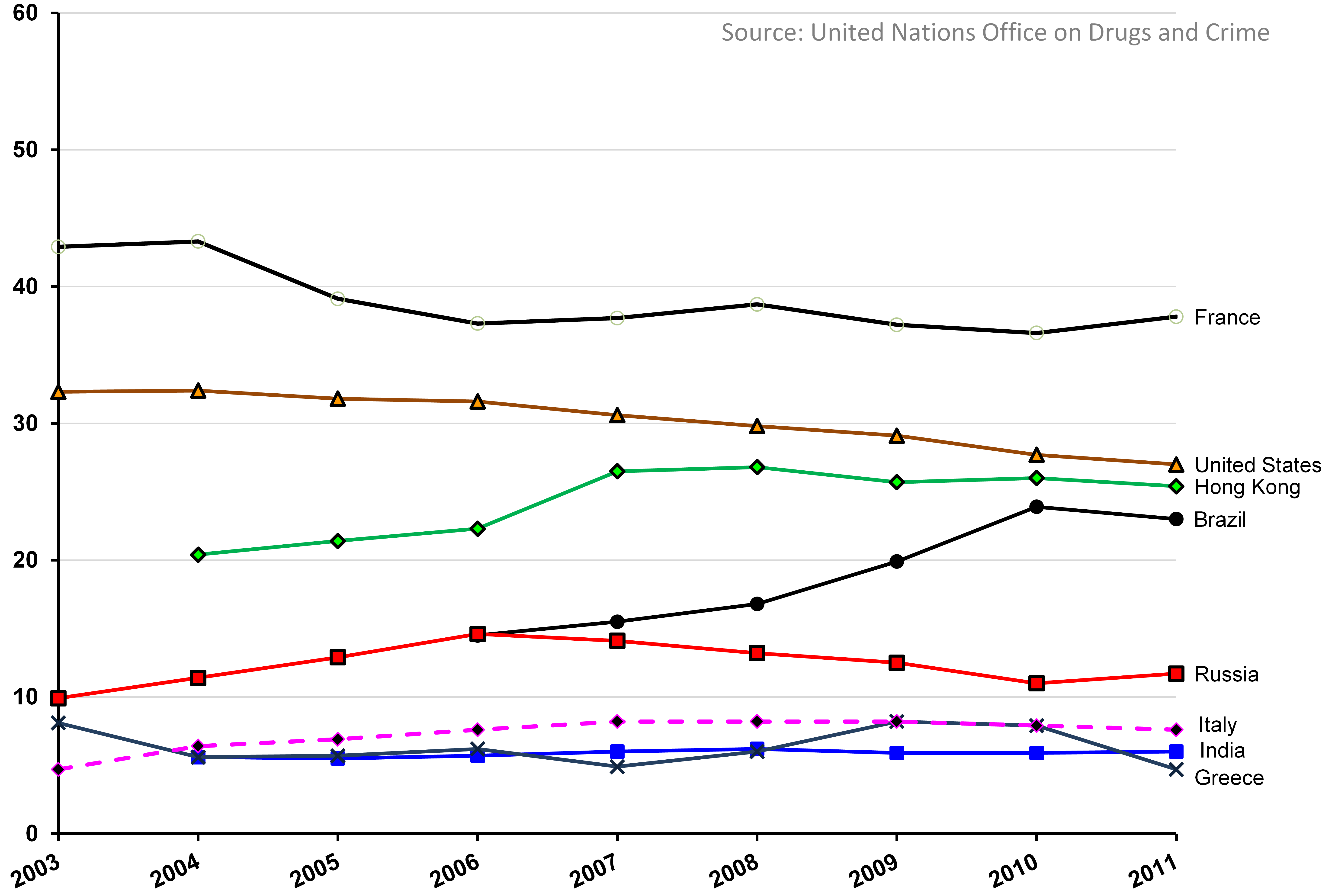
تجاوز ثبت شده در سال و انواع تجاوزات جنسی به ازای هر ۱۰۰۰۰۰ نفر.

در سال ۱۹۷۱، نرخ تجاوز جنسی اعلام شده ۲٫۰ در هر ۱۰۰۰۰۰ نفر بود. در سال ۱۹۹۵، این امار ۱۲٫۵ بود و در سال ۲۰۰۹، حدود ۱۶٫۲ ثبت شده‌است.
طبق گزارشی در سال ۲۰۱۲، سالانه حدود ۷۵۰۰۰ تجاوز اتفاق می‌افتد. در سال ۲۰۱۲، حدود ۱۲۹۳ مورد تجاوز جنسی در جمعیت ۶۶ میلیون نفری فرانسه گزارش شده‌است. این امار در سال ۲۰۱۳ ۱۱۸۸ تجاوز در سال گزارش شده‌است.
در سال ۲۰۱۵، نرخ تجاوز جنسی در فرانسه ۲۰٫۱ مورد در هر ۱۰۰۰۰۰ نفر بود. نرخ تجاوز جنسی در فرانسه از ۱۵٫۹ مورد به ازای هر ۱۰۰۰۰۰ نفر جمعیت در سال ۲۰۰۶ به ۲۰٫۱ مورد در هر ۱۰۰۰۰۰ نفر در سال ۲۰۱۵ با نرخ متوسط سالانه ۲٫۷۲ درصد افزایش یافته‌است.

## تجاوز گروهی
بر اساس گزارشی در سال ۲۰۱۴، حدود ۵۰۰۰ تا ۷۰۰۰ مورد تجاوز جنسی، تجاوزهای گروهی است. تجاوزهای گروهی به عنوان tournantes یا "pass-arounds" نامیده می‌شود. یکی از اولین افرادی که توجه عمومی را به فرهنگ تجاوز گروهی جلب کرد سمیرا بلیل، فعال حقوق زنان و نویسنده اهل فرانسه بود که کتابی به نام Dans l'enfer des tournantes ("در جهنم تجاوز گروهی") منتشر کرد.

## تجاوز جنسی در جریان آزادی فرانسه
سربازان آمریکایی در طول و پس از آزادی فرانسه در جنگ جهانی دوم به زنان فرانسوی تجاوز جنسی می‌کردند. جی رابرت لیلی جامعه‌شناس از دانشگاه کنتاکی شمالی تخمین می‌زند که نظامیان آمریکایی در فاصله ژوئن ۱۹۴۴ تا پایان جنگ در می ۱۹۴۵ حدود ۴۵۰۰ تجاوز را در فرانسه مرتکب شده‌اند. در طی عملیات اورلرد با نام رمزی نبرد نرماندی یکی از نبردهای جنگ جهانی دوم در ژوئن و عملیات دراگون در جنوب در ماه اوت، بیش از دو میلیون نیروی خط مقدم و پشتیبانی متفقین غربی در سال ۱۹۴۴ وارد فرانسه شدند.
در پی آن آزادسازی پاریس در ۲۵ اوت انجام شد. به جز نیروهای آلمانی مستقر در جنوب غربی (مثلاً در اطراف بوردو) یا در بنادر، اکثر نیروهای آلمانی تا پایان سال ۱۹۴۴ به وست‌وال عقب رانده شدند. پس از جنگ، بازگشت به وطن برای خلع سلاح نیروها زمان برد. حتی در سال ۱۹۴۶، ماه‌ها پس از جنگ، هنوز حدود ۱٫۵ میلیون سرباز در اروپا بودند. اسکان و مدیریت هزاران سربازی که در انتظار سوار شدن به کشتی برای خانه بودند، مشکلی بزرگ بود.
مجله لایف گزارش داد که در میان سربازان آمریکایی این دیدگاه وجود دارد که «فرانسه را به عنوان فاحشه خانه بزرگی می‌بینند که ۴۰ میلیون فاحشه در آن زندگی می‌کنند که تمام وقت خود را صرف خوردن، نوشیدن، عشق ورزیدن و به‌طور کلی اوقات خوش سپری کنند.» در اواخر تابستان ۱۹۴۴، بلافاصله پس از تهاجم به نرماندی، زنان در نرماندی شروع به گزارش تجاوز جنسی توسط سربازان آمریکایی کردند و صدها مورد از ارتکاب تجاوز توسط سربازان گزارش شد.
در سال ۱۹۴۵، پس از پایان جنگ در اروپا، لو آور شهری در شمال غربی کشور فرانسه مملو از سربازان آمریکایی بود که در انتظار بازگشت به ایالات متحده بودند. یکی از شهروندان این شهر به شهردار نوشت که مردم شهر «هم در خیابان و هم در خانه‌هایشان مورد حمله قرار گرفتند، سرقت شدند، زیر گرفته شدند و این شرایط وحشتناک توسط راهزنان یونیفرم پوش تحمیل شده‌است.» چنین رفتاری در شربور-اکتویل نیز گزارش شده بود. یکی از ساکنان گزارش داده بود که «در جنگ با آلمانی‌ها، مردان باید خود را استتار می‌کردند اما با حضور آمریکایی‌ها، ما مجبور بودیم زنان را پنهان کنیم.» سربازان آمریکایی ۲۰۸ مورد تجاوز جنسی و حدود ۳۰ قتل را در بخش مانش که در شمال غربی فرانسه در ناحیه نرماندی قرار دارد، مرتکب شدند.